# Selección femenina de balonmano de Serbia
La selección femenina de balonmano de Serbia es la selección de féminas de Serbia, que representa a su país en competiciones internacionales.

## Historial
Dentro del historial de la selección, se tiene en cuenta los torneos internacionales que disputó Serbia cuando estaba aún unida con Montenegro.

### Juegos Olímpicos
- 1992 - No participó
- 1996 - No participó
- 2000 - No participó
- 2004 - No participó
- 2008 - No participó
- 2012 - No participó
- 2016 - No participó
- 2020 - No participó

### Campeonatos del Mundo
- 1993 - No participó
- 1995 - No participó
- 1997 - No participó
- 1999 - No participó
- 2001 -  Medalla de bronce
- 2003 - 9.ª plaza
- 2005 - No participó
- 2007 - No participó
- 2009 - No participó
- 2011 - No participó
- 2013 -  Medalla de plata
- 2015 - 15.ª plaza
- 2017 - 9.ª plaza
- 2019 - 6.ª plaza
- 2021 - 12.ª plaza

### Campeonatos de Europa
- 1994 - No participó
- 1996 - No participó
- 1998 - No participó
- 2000 - 7.ª plaza
- 2002 - 6.ª plaza
- 2004 - 12.ª plaza
- 2006 - 14.ª plaza
- 2008 - 13.ª plaza
- 2010 - 14.ª plaza
- 2012 - 4.ª plaza
- 2014 - 15.ª plaza
- 2016 - 9.ª plaza
- 2018 - 11.ª plaza
- 2020 - 13.ª plaza